# ثانداني نتشومايلو
ثانداني نتشومايلو (بالإنجليزية: Thandani Ntshumayelo)‏ (20 أبريل 1990 في جنوب أفريقيا - ) هو لاعب كرة قدم جنوب أفريقي في مركز الوسط. شارك مع منتخب جنوب أفريقيا لكرة القدم. أما مع النوادي، فقد لعب مع أورلاندو بيراتس وسوبر سبورت يونايتد.

## مسيرته الكروية
لعب ثانداني نتشومايلو خلال مسيرته الاحترافية مع ناديين في تسعة مواسم وسجل خلالها 3 أهداف ضمن 114 مباراة. حيث فاز في موسمين بالكأس وفي موسمين بالدوري.
خاض ثانداني نتشومايلو مسيرته مع نادي سوبر سبورت يونايتد في موسم 2009–10 واستمر معه طيلة ثلاثة مواسم، مشاركًا في 35 مباراة سجل خلالها هدفًا واحدًا. ثم انتقل إلى نادي أورلاندو بيراتس في موسم 2011–12 ليلعب معه ستة مواسم، حيث شارك في 79 مباراة سجل خلالها هدفين.

## وصلات خارجية
- ثانداني نتشومايلو على موقع قاعدة بيانات كرة القدم.إي يو (الإنجليزية)
- ثانداني نتشومايلو على موقع ناشيونال فوتبول تيمز (الإنجليزية)
- ثانداني نتشومايلو على موقع Soccerway.com (الإنجليزية)